# Шамилькала
Шамилькала́ (авар. Шамилхъала) — посёлок городского типа в Республике Дагестан. Административный центр Унцукульского района.
Образует муниципальное образование «посёлок Шамилькала» со статусом городского поселения, как единственный населённый пункт в его составе.

## География
Посёлок расположен у Ирганайского водохранилища (правый берег реки Аварское Койсу), в 7 км к юго-востоку от бывшего районного центра — Унцукуль и в 88 км к юго-западу от Махачкалы. Через посёлок проходит автодорога М281 «Мамраш—Араканский мост».
Населённый пункт раскинулся на террасе, возвышающейся над Ирганайским водохранилищем. Средние высоты на его территории составляют около 600 метров над уровнем моря. На севере над посёлком возвышаются отроги Гимринского хребта. Общая площадь городского поселения составляет 0,78 км².

## История
Основан в 1985 году как посёлок гидростроителей Ирганайской ГЭС, под названием Светогорск.
В 1991 году посёлок был переименован в Шамилькалу, в честь имама Шамиля.
В 2016 году из села Унцукуль в посёлок Шамилькала был перенесён административный центр Унцукульского района.

## Население
| 1989  | 2002  | 2010  | 2012  | 2013  | 2014  | 2015  |
| ----- | ----- | ----- | ----- | ----- | ----- | ----- |
| 2710  | ↗7064 | ↘4886 | ↗4915 | ↘4893 | ↘4855 | →4855 |
| 2016  | 2017  | 2018  | 2019  | 2020  | 2021  | 2023  |
| ↘4830 | ↘4816 | ↗4841 | ↘4835 | ↗4866 | ↗5189 | ↗5217 |
| 2024  | 2025  |       |       |       |       |       |
| ↗5247 | ↗5264 |       |       |       |       |       |

Национальный состав
По результатам Всероссийской переписи населения 2010 года:
| № | Национальность | Численность, чел. | Доля   |
| - | -------------- | ----------------- | ------ |
| 1 | аварцы         | 4497              | 92,0 % |
| 2 | лакцы          | 105               | 2,1 %  |
| 3 | даргинцы       | 102               | 2,1 %  |
| 4 | кумыки         | 53                | 1,1 %  |
| 5 | русские        | 49                | 1,0 %  |
| 6 | другие         | 80                | 1,7 %  |

## Инфраструктура
В посёлке расположены:
- администрация Унцукульского района,
- межрайонная многопрофильная больница,
- средняя общеобразовательная школа,
- начальная школа детский сад,
- дом культуры,
- джума-мечеть.

## Экономика
На территории посёлка находятся управления ОАО «Чиркейгэсстрой» и ОАО «Сулакэнерго».